# Кирби, Ванесса
Ване́сса Нуала Ки́рби (англ. Vanessa Nuala Kirby; род. 18 апреля 1988, Уимблдон, Лондон) — британская актриса. Известна благодаря своим ролям в серии фильмов «Миссия невыполнима», сериале «Корона» и фильме «Фрагменты женщины».
Лауреат телевизионной награды Британской академии в категории «Лучшая актриса второго плана» за роль в сериале «Корона».  Номинантка на премии «Оскар», BAFTA, «Золотой глобус» и награду Американской Гильдии киноактёров в категории «Лучшая актриса» за главную роль Марты Вайсс в картине «Фрагменты женщины».

## Биография
Ванесса Кирби родилась 18 апреля 1988 года в Уимблдоне. Мать — редактор журнала «Country Living», отец — хирург-уролог. Ванесса окончила школу Леди Элеоноры Холлс, Эксетерский университет и Лондонскую академию музыкального и драматического искусства. Начала свою актёрскую карьеру в театрах «Octagon», «Ройал-Корт», в Королевском национальном театре, исполняла, среди прочего, главные роли в пьесах «Сон в летнюю ночь» Уильяма Шекспира и «Трамвай «Желание» Теннесси Уильямса.
Дебютировала в кино в 2010 году в фильме «Любовь/Утрата». В 2011 году снялась в нескольких эпизодах сериалов «Час» и «Большие надежды». Стала известна благодаря ролям в сериалах «Лабиринт» и «Корона».
Играла роли второго плана в фильмах «Бойфренд из будущего», «Восхождение Юпитер», «Эверест», «Гений», «До встречи с тобой». В 2018 году сыграла «Белую вдову» в фильме «Миссия невыполнима: Последствия» вместе с Томом Крузом. В дальнейшем вернулась к этой роли в фильмах «Миссия невыполнима: Смертельная расплата» и «Миссия невыполнима: Финальная расплата».
4 сентября 2020 года на 77-м Венецианском кинофестивале состоялась премьера картины «Фрагменты женщины». За исполнение роли Марты Вайсс Кирби получила Кубок Вольпи за лучшую главную женскую роль, а также была номинирована на премии «Оскар», BAFTA, «Золотой глобус» и награду Американской Гильдии киноактёров в категории «Лучшая актриса».

## Личная жизнь
Кирби состояла в длительных отношениях с английским актёром Каллумом Тернером, с которым она снялась в фильме «Королева и страна». Пара распалась в феврале 2020 года.

## Фильмография
| Год       |     | Русское название                         | Оригинальное название                     | Роль                             |
| --------- | --- | ---------------------------------------- | ----------------------------------------- | -------------------------------- |
| 2010      | ф   | Любовь/утрата                            | Love/Loss                                 | Джейн                            |
| 2011      | с   | Час                                      | The Hour                                  | Рут Элмс                         |
| 2011      | с   | Большие надежды                          | Great Expectations                        | Эстелла                          |
| 2012      | ф   | Пустошь                                  | The Rise                                  | Никола                           |
| 2012      | кор | Нора                                     | Nora                                      | молодая женщина                  |
| 2012      | с   | Лабиринт                                 | Labyrinth                                 | Элис Таннер                      |
| 2013      | ф   | Опасная иллюзия                          | The Necessary Death of Charlie Countryman | Фелисити                         |
| 2013      | с   | Пуаро Агаты Кристи                       | Agatha Christie's Poirot                  | Селия Рэйвенскрофт               |
| 2013      | ф   | Бойфренд из будущего                     | About Time                                | Джоанна                          |
| 2014      | кор | Обмен                                    | The Exchange                              | девушка                          |
| 2014      | кор | Полуночники                              | Insomniacs                                | Джейд                            |
| 2014      | ф   | Королева и страна                        | Queen and Country                         | Доун Рохан                       |
| 2014      | кор | Переверни страницу: Дьявол в деталях     | Off the Page: Devil in the Detail         | Джессика                         |
| 2015      | ф   | Восхождение Юпитер                       | Jupiter Ascending                         | Кэтрин Данлеви                   |
| 2015      | ф   | Кость в горле                            | Bone In The Throat                        | Софи                             |
| 2015      | ф   | Эверест                                  | Everest                                   | Сэнди Хилл Питтман               |
| 2015—2017 | с   | Хроники Франкенштейна                    | The Frankenstein Chronicles               | леди Джемайма Херви              |
| 2016      | ф   | Команда уничтожить                       | Kill Command                              | Миллс                            |
| 2016      | ф   | Гений                                    | Genius                                    | Зельда Фицджеральд               |
| 2016      | тф  | Костюмер                                 | The Dresser                               | Ирен                             |
| 2016      | ф   | До встречи с тобой                       | Me Before You                             | Алисия                           |
| 2016—2017 | с   | Корона                                   | The Crown                                 | принцесса Маргарет               |
| 2018      | ф   | Миссия невыполнима: Последствия          | Mission: Impossible 6                     | «Белая вдова»                    |
| 2019      | ф   | Гарет Джонс                              | Mr. Jones                                 | Ада Брукс                        |
| 2019      | ф   | Форсаж: Хоббс и Шоу                      | Fast & Furious Presents: Hobbs & Shaw     | Хэтти Шоу                        |
| 2020      | ф   | Фрагменты женщины                        | Pieces of a Woman                         | Марта Вайсс                      |
| 2020      | ф   | Мир грядущий                             | The World to Come                         | Талли                            |
| 2021      | ф   | Уроки итальянского                       | Italian Studies                           | Алина Рейнольдс / Alina Reynolds |
| 2022      | ф   | Сын                                      | The Son                                   | Бет / Beth                       |
| 2023      | ф   | Миссия невыполнима: Смертельная расплата | Mission: Impossible – Dead Reckoning      | «Белая вдова»                    |
| 2023      | ф   | Наполеон                                 | Napoleon                                  | Жозефина Богарне                 |
| 2024      | ф   | Эдем                                     | Eden                                      | Дора Штраух Риттер               |
| 2025      | ф   | Миссия невыполнима: Финальная расплата   | Mission: Impossible – The Final Reckoning | «Белая вдова»                    |
| 2025      | ф   | Фантастическая четвёрка: Первые шаги     | The Fantastic Four: First Steps           | Сьюзан Шторм / Невидимая леди    |
| 2025      | ф   | Ночь всегда приходит                     | Night Always Comes                        | Линетт                           |
| 2026      | ф   | Мстители: Судный день                    | Avengers: Doomsday                        | Сьюзан Шторм / Невидимая леди    |
| 2027      | ф   | Мстители: Секретные войны                | Avengers: Secret Wars                     | Сьюзан Шторм / Невидимая леди    |

## Награды и номинации
| Год  | Награда                                     | Категория                                                | Работа            | Результат |
| ---- | ------------------------------------------- | -------------------------------------------------------- | ----------------- | --------- |
| 2017 | Премия Гильдии киноактёров США              | Лучший актёрский состав в драматическом сериале          | Корона            | Номинация |
| 2017 | BAFTA TV                                    | Лучшая актриса второго плана                             | Корона            | Номинация |
| 2018 | Премия Гильдии киноактёров США              | Лучший актёрский состав в драматическом сериале          | Корона            | Номинация |
| 2018 | Gold Derby Awards                           | Лучшая драматическая актриса второго плана               | Корона            | Номинация |
| 2018 | BAFTA TV                                    | Лучшая актриса второго плана                             | Корона            | Победа    |
| 2018 | Прайм-таймовая премия «Эмми»                | Лучшая актриса второго плана в драматическом телесериале | Корона            | Номинация |
| 2020 | Венецианский международный кинофестиваль    | Кубок Вольпи за лучшую женскую роль                      | Фрагменты женщины | Победа    |
| 2021 | Оскар                                       | Лучшая женская роль                                      | Фрагменты женщины | Номинация |
| 2021 | Золотой Глобус                              | Лучшая женская роль — драма                              | Фрагменты женщины | Номинация |
| 2021 | Премия Спутник                              | Лучшая актриса                                           | Фрагменты женщины | Номинация |
| 2021 | Выбор критиков                              | Лучшая актриса                                           | Фрагменты женщины | Номинация |
| 2021 | Премия Гильдии киноактёров США              | Лучшая женская роль                                      | Фрагменты женщины | Номинация |
| 2021 | BAFTA                                       | Лучшая женская роль                                      | Фрагменты женщины | Номинация |
| 2021 | Международный кинофестиваль в Санта Барбаре | «Премия Виртуозов»                                       | н/д               | Победа    |